# Māngrol (ort i Indien, Rajasthan)
Māngrol är en ort i Indien.   Den ligger i distriktet Baran och delstaten Rajasthan, i den centrala delen av landet, 400 km söder om huvudstaden New Delhi. Māngrol ligger 242 meter över havet och antalet invånare är 23 896.
Terrängen runt Māngrol är mycket platt. Runt Māngrol är det tätbefolkat, med 297 invånare per kvadratkilometer. Det finns inga andra samhällen i närheten. Trakten runt Māngrol består till största delen av jordbruksmark.